# 小林恵美
小林 恵美（こばやし えみ、1983年1月1日 - ）は、日本の元グラビアアイドル・元女性タレント・元レースクイーンで、元高学歴女子大生芸能人である。イエローキャブ巨乳軍団の一人。愛称は、こばえみ。東京都出身。引退時の所属事務所はサンズエンタテインメント。曾祖母がロシア人。

## 略歴
國學院大學久我山中学校卒業、青山学院高等部卒業。青山学院大学経営学部に入学。学生時代に事務所であるイエローキャブに所属し、のちにサンズエンタテインメントに移籍した。
芸能界デビューのきっかけは大学1年のとき、芸能界に興味を持っていた小林に友人が「業界の人を紹介する」と言われ、イエローキャブ社長の野田義治を紹介された。野田からバストのカップとパスポートの有無を問われただけで、1週間後のハワイロケに行くことを告げられ、そのままイエローキャブに所属することとなった。
イエローキャブ在籍時代は、アイドルグループ『R.C.T.』のメンバーとして活動していた。また、芸能人女子フットサルチーム『carezza』の元メンバーでもある。同じ事務所のMEGUMIの妹分的な立ち位置でもあった。
2004年の事務所分裂騒動後は、野田に付いていく形でサンズエンタテインメントへと移籍。分裂後に急激に仕事が増えたため、学業に支障がでてしまい、一年留年した後に大学を卒業した。
2006年3月から1年間、『ド短期ツメコミ教育!豪腕!コーチング!!』（テレビ東京）の企画で東京大学の入試突破を目指し、受験勉強をしていた。その傍ら、小島くるみとお笑いコンビ『GLOBAL STANDARD』を結成して『M-1グランプリ』に挑戦し、2回戦まで勝ち残る。
連ドラのデビュー作品は『ライオン丸G』（テレビ東京）。
2018年9月30日をもって、サンズエンタテインメントを退所し芸能界を引退。

## 人物
好みの男性のタイプは一重まぶたの人。本は漫画・小説・問わず読んでおり、かつては『幕張』や『つるピカハゲ丸』などを愛読していた。
歌を歌うのが苦手で、音痴を克服する企画に参加した事がある。
特技は乗馬、水泳、ロシア語会話。趣味はスポーツ観戦、読書、天体観測。
Mr.Childrenの大ファン。
WBC日本代表が優勝した後のブログに「野球大好きっ娘なので、うれしいです!!!」と記載。学生時代、東京ドームで売り子のバイトをしていた事もあるため、プロ野球は熱烈な巨人ファンである。
近年では1ヶ月の多くが休みで、仕事も収入も減り、生活費が苦しい時はヤフオク!で洋服を売っていた。月収1万8000円の時もあった。芸能界引退も視野に入れたこともあるという。
2018年10月、自身のブログとSNSで9月30日で芸能界を引退したことを発表した。

## 家族
兄が居る。
母方の曾祖母は日本で正教の宣教活動を行っていたロシア人であるが、小林はそのことを10代になるまで知らなかった。母も正教徒であり、母方の祖父の葬儀も日本正教会のニコライ堂で執り行うなど、母方の一家は敬虔な正教徒であるが、小林自身は正教徒ではない。自らのルーツを知ったことからロシアへの興味は持っており、2007年度のNHK教育テレビ『ロシア語会話』の生徒となる。
2016年放送のNHK「ファミリーヒストリー」で曽祖父母の足跡が判明した。それによると、曽祖父の小林哲造は1881年生まれで、25歳のとき在ロシア日本国大使館で働いていた。ロシアに渡って6年後、小林の曾祖母となるエリザヴェタと結婚して長男を儲けるが、1917年にロシア革命が勃発、反革命軍を支持した日本政府は大使館員を撤退させたが、哲造は帰国せず、家族とともにポーランドのワルシャワに逃れて日本大使館で働いた。数年後、哲造の父・哲三郎が病に倒れたことを知り、哲造は一人で帰国したが、間もなく病に倒れ、44歳で死去した。残されたエリザヴェタは子どもたちとともに、亡命ロシア人が数多く暮らしていたハルピンに転居し、日本の敗戦で1946年に日本に渡った。エリザヴェタは長男の家族と東京で暮らしたが、夫の親戚も墓も見つけられず、失意の中で64歳で死去した（のちに小林家の墓は東京・府中市の多磨霊園にあったことがわかった）。

## 出演

### バラエティ番組など

#### レギュラー・準レギュラー
- 関口宏の東京フレンドパークII （2004年10月まで、TBS）
- 志村けんのバカ殿様（2006年9月 - 2012年頃、フジテレビ） - 腰元
  - 先客万来!笑って下さいスペシャル（2005年1月4日） - carezzaのメンバーとして出演
- ド短期ツメコミ教育!豪腕!コーチング!! （2006年4月10日 - 不明、テレビ東京） - 芸能人こそ東大に行け!にレギュラー出演
- ロシア語会話（2007年4月 - 2009年9月、NHK教育テレビ） - 生徒 役
- 今すぐ使える豆知識 クイズ雑学王 （2007年10月 - 不明、テレビ朝日）
- 志村屋です。（2008年4月 - 2010年3月、フジテレビ）
- アッコにおまかせ!（TBS）
- きゃぶと虫（中部日本放送）
- お台場系・Bikiniでまにゅまにゅ（BSフジ）
- ダイアモンド☆ユカイのThe MONDO Times（2014年11月6日 - 2015年、MONDO TV）
- バラいろダンディ（2017年4月 - 2018年9月、TOKYO MX） - 火曜バーディ（レギュラー前より、代役として出演多数）

#### 単発
- 絶対使えるドライブツアー3（2005年7月10日放送、日本テレビ）
- KICK IN! GAROTAS フットサルTV（2006年6月24日、BSフジ） - Close-up GAROTAS!出演
- FNS26時間テレビ 国民的なおもしろさ!史上最大!!真夏のクイズ祭り 26時間ぶっ通しスペシャル 非常識はびしょ濡れ!朝までネプリーグSP（2006年7月25日、フジテレビ） - アイドルチームの一員として
- 夢の扉 〜NEXT DOOR〜（2008年4月13日・2009年2月15日・2010年7月18日、TBS） - ナビゲーター
- 全力!Tunes（日本テレビ）
- Shibuya Deep A（2008年6月27日、NHK-BS2）
- 志村けんのだいじょうぶだぁ（フジテレビ）
  - 志村けんのだいじょうぶだぁ 豪華!秋の爆笑スペシャル（2008年10月28日）
  - カスペ!・志村けんのだいじょうぶだぁSPバラエティー50周年記念! （2009年6月2日）
  - 志村けんのだいじょうぶだぁ 冬のスペシャル（2010年2月16日）
- JAPANナビゲーション3（2010年7月27日、NHK-BShi）
- 日めくりタイムトラベル - 昭和58年! -（2011年3月24日、NHK-BS2）
- 現地調達!クイズ捜索バラエティ くるくるアース（2010年3月26日、テレビ東京）
- 日曜ビッグバラエティ カラオケ★バトル5（2010年10月10日、テレビ東京）
- スカパー!アダルト放送大賞2016（2016年3月3日、BSスカパー!） - 中尾彬と共に司会・進行役
- ファミリーヒストリー 視聴者SP「なぜ墓に勝海舟の名が/祖父はロシア革命後、消えた」（2016年6月2日、NHK総合）

### ドラマ
- R# ルームナンバー『R#216・パパにおねだり』（2003年、テレビ朝日）
- 独身3!! 第5話（2003年、テレビ朝日） - 合コン相手の女性役
- ライオン丸G（2006年10月 - 12月、テレビ東京） -  サオリ 役
- お江戸吉原事件帖（2007年10月 - 12月、テレビ東京） - あけみ（朱雀）役
- 秘書のカガミ 第1話（2008年4月11日、テレビ東京） - 菊川いずみ 役
- 恋のから騒ぎ 〜Love StoriesⅤ〜「電報を打つ女」（2008年10月10日、日本テレビ系）
- ギラギラ（2008年、テレビ朝日系） - 早紀 役
- ふたつのスピカ（2009年6月 - 7月、NHK） - 沢渡百合 役
- チーム・バチスタ2 ジェネラル・ルージュの凱旋（2010年5月4日、フジテレビ） - 舞 役
- FACE MAKER 第5話「目撃者」（2010年11月4日、読売テレビ） - OL・真奈美 役
- お助け屋☆陣八 第6話（2013年2月14日、読売テレビ） - てっちゃん（ニューハーフ） 役
- ムッシュ! 第3話（2013年5月1日、CBC） - 大林恵美 役
- 刑事のまなざし 第4話（2013年10月28日、TBS） - 栗原希 役
- 世にも奇妙な物語 '14春の特別編 ストーリーテラー（2014年4月5日、フジテレビ系） - 美女 役
- 牙狼〈GARO〉-GOLDSTORM- 翔 第5話（2015年5月8日、テレビ東京） - リサ 役
- きみが心に棲みついた （2017年1月16日-　3月20日、TBS 系） - 小野寺 レイコ 役

### 映画
- 第2写真部!!（2009年） - 貞村華子 役
- 静かなるドン 新章（2009年） - 秋野明美 役
- 半グレvsやくざ（2013年）
- 忍性 NINSHO（2016年） - 物乞 役

### Vシネマ
- ゾク議員 第二部（2007年） - 小林恵美 役

### ラジオ
- 志村けんのFIRST STAGE〜はじめの一歩〜（JFN）
- KBCラジオ・チャリティー・ミュージックソン（2004年12月24 - 25日、KBCラジオ）
- ゴチャ・まぜっ!月曜日 （2005年10月3日 - 2006年4月3日、MBSラジオ）
- ゴチャ2（2006年4月12日 - 2006年9月27日、MBSラジオ） - 水曜日
- Yellow Kiss（開始日不明 - 2004年12月、Kiss-FM KOBE）
- サンズ Rainbow Kiss（2005年1月 - 、Kiss-FM KOBE）

### 舞台
- 志村魂2
- SOLID STAR プロデュースVol.2「ヨビコー!」（2014年10月22日 - 26日、六行会ホール）

### CM
- オリエックス もろみ酢

### PV
- GRAPEVINE「アダバナ」

### インターネットテレビ
- CS Viewsio MORRICH Presents Music Plant のぎのぎ
- コイカツ 恋愛ノウハウトークライブvol.2]（マシェリバラエティ マシェバラ、2011年3月25日）
- 小林恵美のFの誘惑（2011年9月29日 - 2012年5月17日）
- 小林恵美と南まりかのたまにはホメて!（ニコジョッキー、2012年7月26日 - ）

### キャンペーンキャラクター
- 大磯ロングビーチキャンペーンガール（2003年）
- 2004テレビ朝日エンジェルアイ（2004年）
- サッポロビール イメージガール（2005年）

## 作品

### 写真集
- サテンドール（2002年6月、アクアハウス、撮影：上野勇）ISBN 978-4-86046-045-7
- AI（2002年7月、コンパス、撮影：山岸伸）ISBN 978-4-87763-097-3
- HAPPENING（2003年9月25日、竹書房、撮影：HIRO SAITO）ISBN 978-4-8124-1348-7
- umiemi（2005年1月26日、音楽専科社、撮影：野村誠一）ISBN 978-4-87279-177-8
- 月刊 小林恵美（SHINCHO MOOK78）（2006年5月11日、新潮社、撮影：谷口尋彦）ISBN 978-4-10-790159-0
- 春*爛漫（2007年5月、晋遊舎、撮影：西條彰仁）ISBN 978-4-88380-628-7
- DOLCE~ドルチェ~（2009年6月27日、晋遊舎、撮影：西條彰仁）ISBN 978-4-88380-981-3
- INNER FOREST（sabraムック）（2010年10月21日、小学館、撮影：橋本雅司）ISBN 978-4-09-103089-4

### DVD
1. EMI（2002年7月6日）
2. Last Venus（2002年8月20日）
3. 春風（2003年10月10日）
4. コ・バ・エ・ミ（2004年3月5日、ニューセレクト）
5. 月刊DVDマガジン First Impression Vol.3（2004年6月25日）
6. テレ朝エンジェルアイ2004 Vol.1（2004年7月7日 エイベックス・マーケティング・コミュニケーションズ）
7. Silky Collection「Se-女!2」B（2004年8月27日）
8. 素肌（2005年4月30日）
9. グラマラスター（2005年5月25日）
10. W 〜もう一人の私〜（2005年9月22日　ジェネオン・エンタテインメント）
11. LOVE 小林恵美（2006年5月17日　ポニーキャニオン）
12. たべごろ（2006年7月31日、エイベックス・ネットワーク）
13. Alii（2006年8月30日、ソニー・ミュージックエンタテインメント）
14. 春爛漫 （2007年4月28日、晋遊舎）
15. DOLCE 〜ドルチェ〜（2009年7月25日、晋遊舎）
16. DOLCE II 〜ドルチェ II〜（2009年11月28日、晋遊舎）
17. コンバーチブル（2011年4月8日、竹書房）
18. Female（2011年6月22日、イーネット・フロンティア、監督:安倍雄治）
19. Ｌast Kiss (2013年4月24日、イーネット・フロンティア)
20. 美貌の果実（2013年8月20日、ラインコミュニケーションズ）
21. 美貌の吐息（2015年2月20日、ラインコミュニケーションズ）
22. Sweet Love Affair（2015年8月28日、シャイニングスター）

#### 関連作品
- sexualeyes（2005年8月25日、h.m.p） - 伊藤あいのDVD。小林恵美とのピンポン対決を特典映像として収録。

### CD
- スキスキスー2007〜こばえみリズム〜（2007年9月21日、FOR-SIDE RECORDS） - 細川ふみえのカバー。
  - c/w すいみん不足